# 格里高利环形山
格里高利环形山（Gregory）是位于月球背面赤道区的一座古老大撞击坑，约形成于45.5-39.2亿年前的前酒海纪，其名称取自苏格兰天文学家暨数学家詹姆斯·格里高利(1638年-1675年)，1970年被国际天文学联合会批准接受。

## 描述

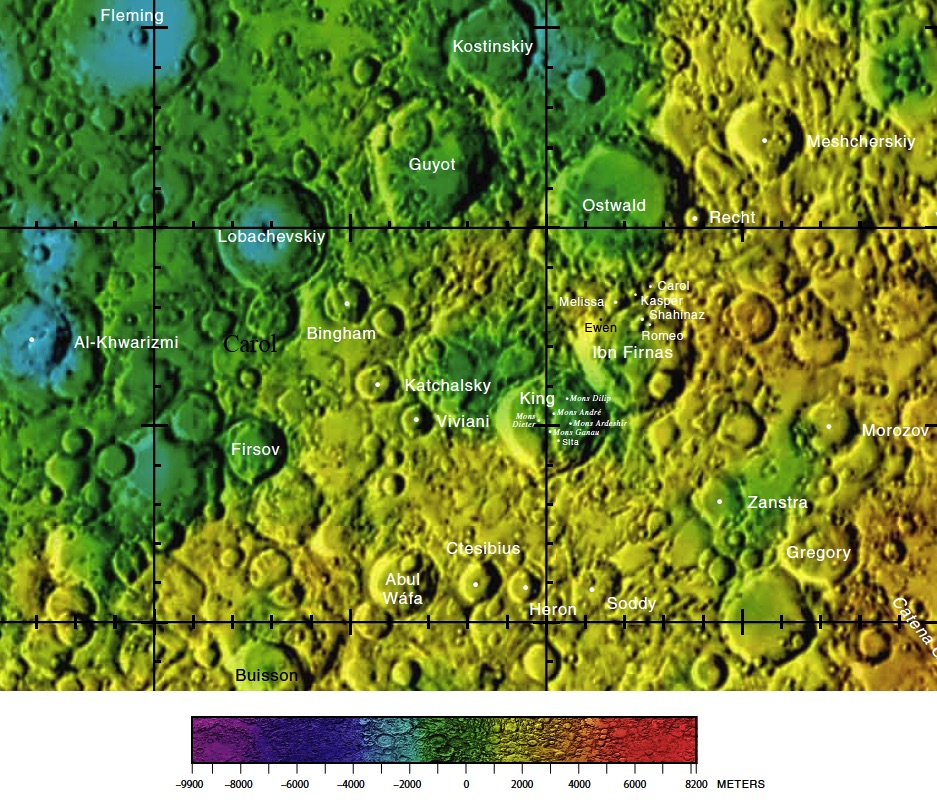
格里高利环形山的周边，月球背面区域详图。

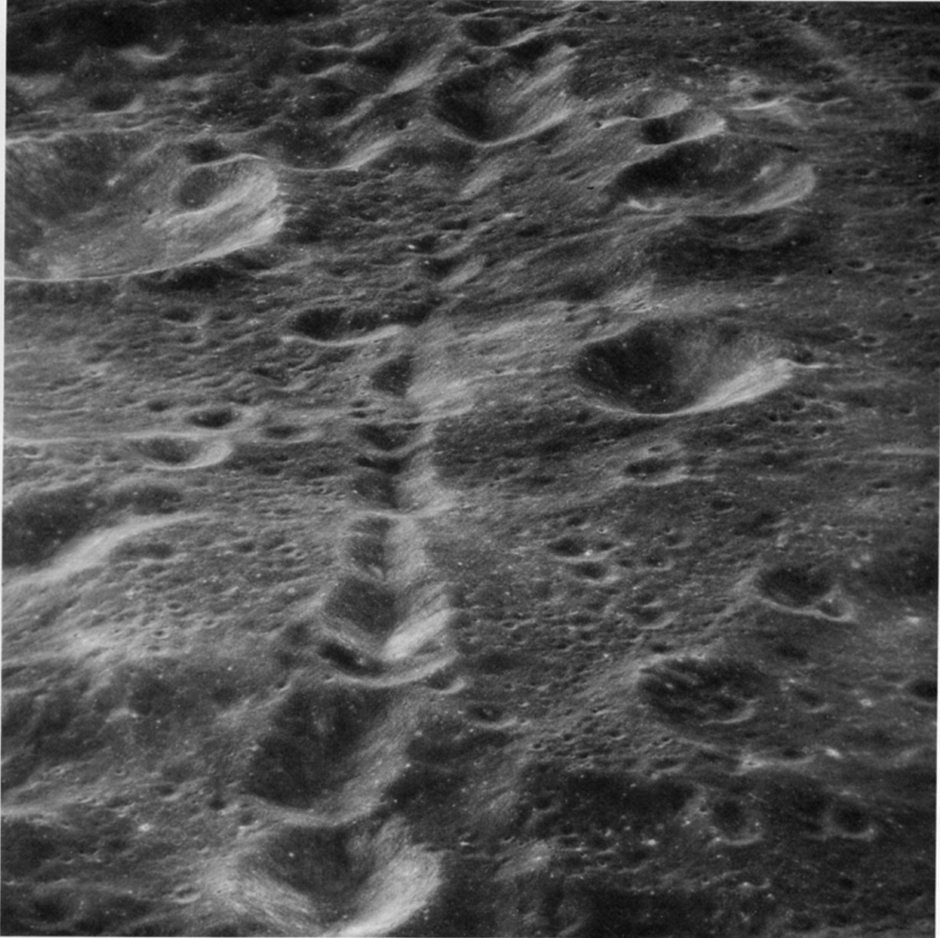
Oblique 阿波罗17号拍摄的格里高利坑链南向斜视图

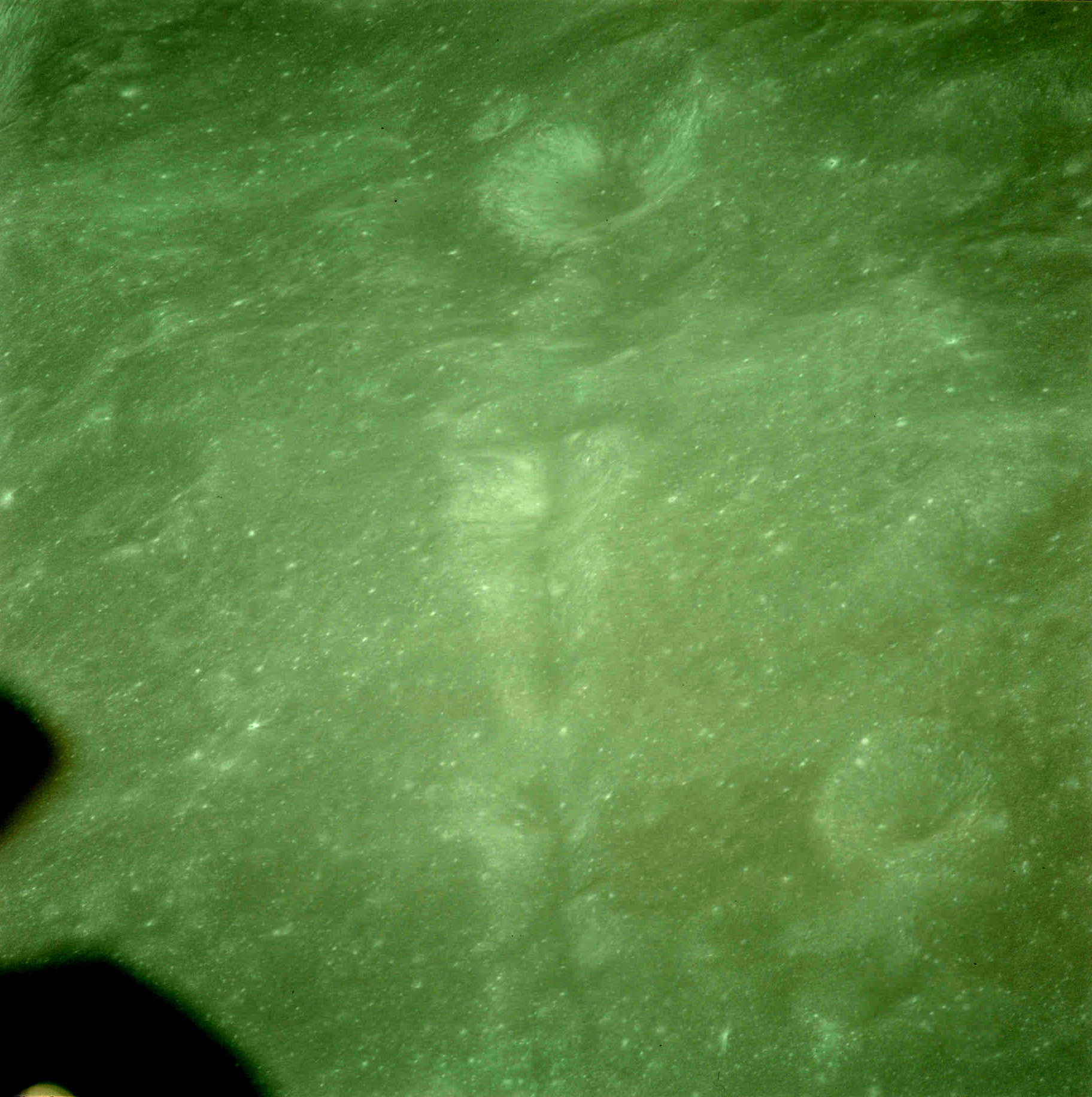
阿波罗10号拍摄的另一幅东南向斜视图

该陨坑西北偏西毗邻赞斯特拉陨石坑、北面坐落了贝奇瓦日环形山，哈特曼环形山位于它的东侧、东北偏东和东南偏南分别坐落了格林环形山和普拉格环形山，已严重磨损的贝奇瓦日环形山则位于它的西南，而它的东南斜插着一列由小撞击坑构成的“格里高利坑链”。该陨坑中心月面坐标为1°46′N 127°17′E / 1.76°N 127.28°E，直径63.90公里，深度约2.73公里。
格里高利环形山是一座已磨损、侵蚀的撞击坑，其北侧坑壁已被撞击损毁，西南侧部分重叠着大小相同的卫星坑"格里高利 Q"。该环形山坑壁最大高出周边地形1240米，内部容积约3526公里3。坑内地表崎岖不平，散布着众多的小陨坑， 靠西北内壁坐落了一座较大的残迹坑。
在格里高利环形山的东面，分布了一串向东南延伸，并以它的名字命名的小陨坑链-“格里高利坑链”。

## 卫星陨石坑
按惯例，最靠近格里高利环形山的卫星坑在月图上以字母标注在该坑中心点的旁边。
| 格里高利 | 纬度   | 经度     | 直径    |
| -------- | ------ | -------- | ------- |
| K        | 0.4° S | 128.5° E | 26 公里 |
| Q        | 0.6° N | 125.7° E | 68 公里 |

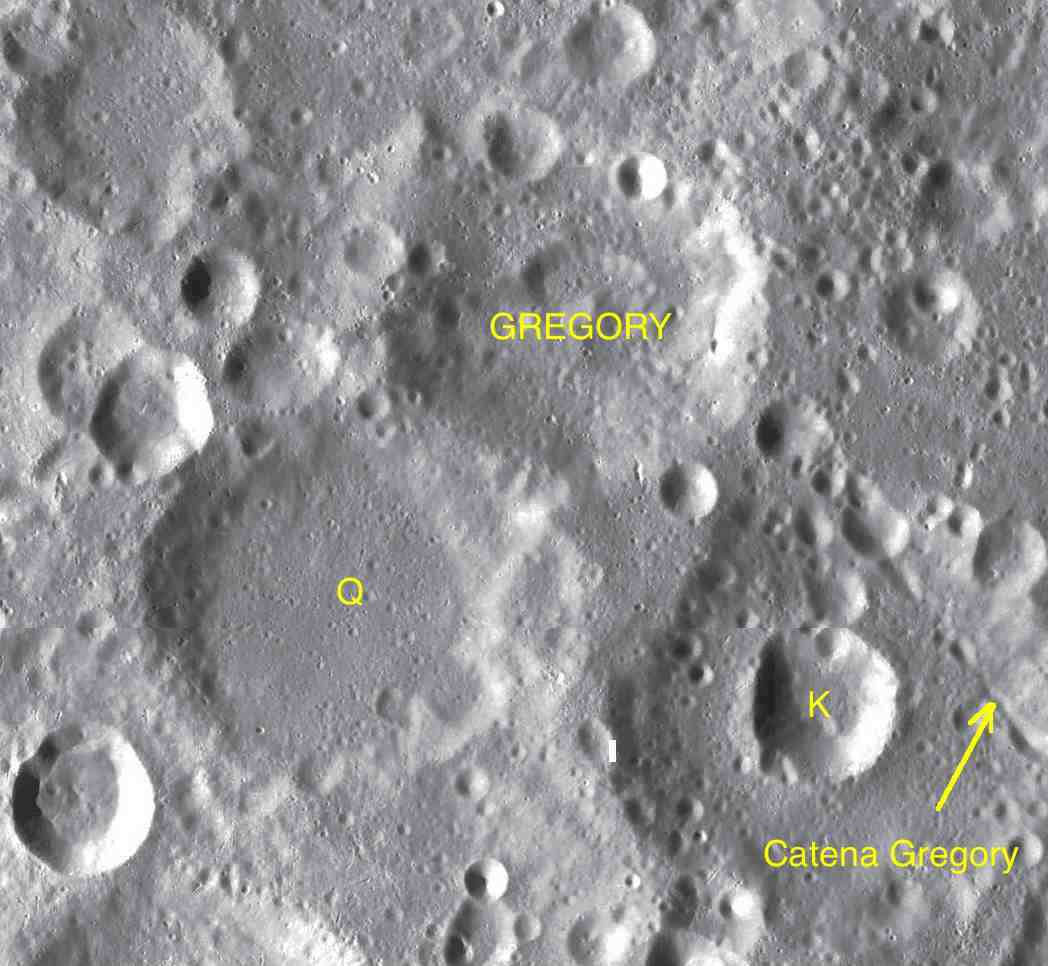
LAC-65和LAC-83拼接图

- 卫星坑"格里高利 RQ"约形成于前酒海纪[1]

## 另请参阅
- Andersson, L. E.; Whitaker, E. A. . NASA RP-1097. 1982.
- Blue, Jennifer. . USGS. July 25, 2007  [2007-08-05]. （原始内容存档于2012-04-08）.
- Bussey, B.; Spudis, P. . New York: Cambridge University Press. 2004. ISBN 978-0-521-81528-4.
- Cocks, Elijah E.; Cocks, Josiah C. . Tudor Publishers. 1995. ISBN 978-0-936389-27-1.
- McDowell, Jonathan. . Jonathan's Space Report. July 15, 2007  [2007-10-24]. （原始内容存档于2012-05-26）.
- Menzel, D. H.; Minnaert, M.; Levin, B.; Dollfus, A.; Bell, B. . Space Science Reviews. 1971, 12 (2): 136–186. Bibcode:1971SSRv...12..136M. doi:10.1007/BF00171763.
- Moore, Patrick. . Sterling Publishing Co. 2001. ISBN 978-0-304-35469-6.
- Price, Fred W. . Cambridge University Press. 1988. ISBN 978-0-521-33500-3.
- Rükl, Antonín. . Kalmbach Books. 1990. ISBN 978-0-913135-17-4.
- Webb, Rev. T. W.  6th revised. Dover. 1962. ISBN 978-0-486-20917-3.
- Whitaker, Ewen A. . Cambridge University Press. 1999. ISBN 978-0-521-62248-6.
- Wlasuk, Peter T. . Springer. 2000. ISBN 978-1-85233-193-1.